# Harenchi
Albums de The Folk Crusaders
- Kigen Nisennen
(1968)
Harenchi (ハレンチ, Harenchi) est le premier album des Folk Crusaders, sorti en 1967 et diffusé initialement à seulement 300 exemplaires. L'album sera réédité en CD ultérieurement.

## Réception critique
En août 2010, le magazine Record Collectors' Magazine classe l'album 54e dans son top 100 des meilleurs albums de folk et de rock japonais des années 60-70. Plus tard la même année, dans le cadre de l'ouvrage Nihon no Rock/Folk Album Best 100 1960-1989, l'équipe du même magazine le classera 75e.

## Liste des pistes
| No  | Titre                     | Durée |
| --- | ------------------------- | ----- |
| 1.  | Sōran Bushi               |       |
| 2.  | Imujingawa                |       |
| 3.  | Drinking Guard            |       |
| 4.  | Dink no Uta               |       |
| 5.  | Guantanamera              |       |
| 6.  | La Bamba                  |       |
| 7.  | Hyōtan Shima              |       |
| 8.  | Kaette Kita Yopparai      |       |
| 9.  | On'na no Musume wa Tsuyoi |       |
| 10. | Jordangawa                |       |
| 11. | Kokiriko no Uta           |       |
| 12. | Ame wo Furasenaide        |       |